# Gassogeno
Gassogeno o gasogeno è un dispositivo in grado di produrre gas a partire da una massa solida.
Ad esempio i gassogeni a biomasse raccolgono il gas prodotto da escrementi e da altri materiali biologici per utilizzarlo in diverse applicazioni, come il riscaldamento domestico.
I gassogeni più noti per ragioni storiche sono quelli a gas povero, che consistono in particolari bruciatori nei quali al combustibile solido (carbone, coke o semplicemente legna) viene fornita una quantità insufficiente di ossigeno, cosa che porta alla formazione di molecole di monossido di carbonio. Il monossido di carbonio può ulteriormente essere ossidato portando alla formazione di anidride carbonica.
Alla composizione del gas povero contribuisce anche l'effetto del vapore d'acqua che si genera durante la combustione e attraversa il carbone incandescente facendogli sprigionare una miscela detta gas d'acqua, che si unisce agli altri prodotti della combustione (globalmente detti gas d'aria). Il gas povero è dunque composto da gas d'acqua e gas d'aria ed è una miscela di monossido di carbonio, anidride carbonica, azoto e idrogeno, e costituisce un combustibile economico ma dal basso potere calorifico.

## Composizione e trasformazioni
Un tipico gassogeno è costituito da una camera cilindrica di lamiera alta 1-2 metri con diametro di 50 o 70 centimetri ricoperta all'interno di refrattario. Alla base c'è una griglia a forma di cono su cui è appoggiato il combustibile e attraverso cui viene immessa l'aria. Viene utilizzato per la produzione di gas d'aria e gas d'acqua.
Innescata la combustione si nota che nella parte prossima alla griglia avviene la combustione completa:
{\displaystyle C+O_{2}\to CO_{2}}
{\displaystyle (\Delta H=-405,848\;kJ)}
Essendo la reazione esotermica si raggiungerà la temperatura di 1200-1250 °C; l'anidride carbonica formatasi passa allo strato superiore di coke e avviene la reazione:
{\displaystyle CO_{2}+C\to 2CO}
{\displaystyle (\Delta H=158,992\;kJ)}
Alla temperatura di 900 °C si verifica che l'equilibrio è quasi tutto spostato a destra, quindi abbiamo solo la presenza di CO, anche se rimane un 2-3% di CO2, la reazione finale sarà:
{\displaystyle 2C+O_{2}\to 2CO}
{\displaystyle (\Delta H=-244,764\;kJ)}

## Uso nei motori a combustione interna

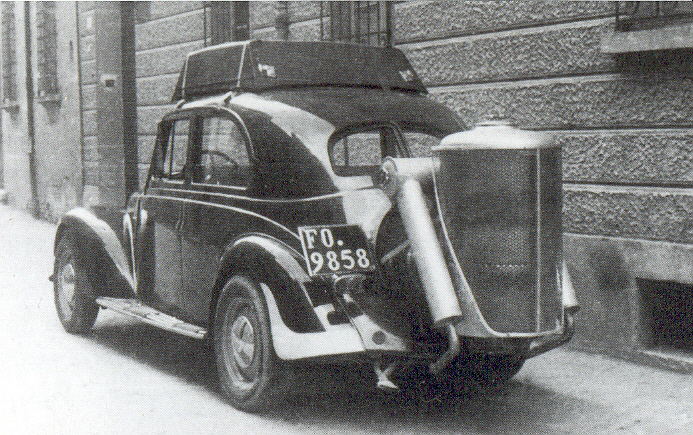
Un'auto di Ilario Bandini dotata di un impianto gasogeno.

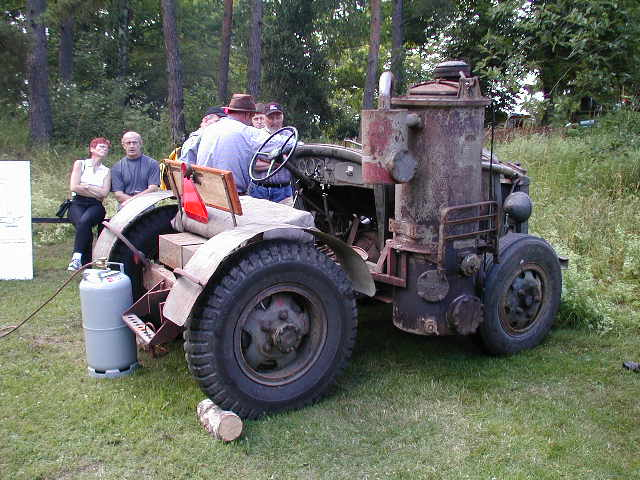
Trattore con gasogeno a legna.

La commissione presieduta da Pericle Feretti che aveva lo scopo di accertare la validità nell'applicazione del gassogeno a lignite sui pescherecci italiani a Porto Santo Stefano.

Apparecchi per la generazione di gas povero vennero impiegati per produrre un succedaneo della benzina da utilizzare nei motori a scoppio. In vari documentari e film sulla Seconda Guerra Mondiale, si vedono camion o automobili equipaggiate con il gassogeno montato solitamente nella parte posteriore del veicolo.
In Italia questo dispositivo venne anche utilizzato per alimentare i motori di alcune automotrici, in questo caso i generatori di gas erano situati in un vano apposito accessibile dall'esterno, ma isolato dal resto della parte interna dell'automotrice. Durante la seconda guerra mondiale furono in servizio anche autobus per il trasporto pubblico (per es. a Roma) con il gassificatore posto nella parte posteriore.
La conversione a gas povero di un comune motore a benzina prevedeva le seguenti operazioni:
- diminuzione del rapporto di compressione nei cilindri alzando la testata (tipicamente 6:1) a causa del basso numero di ottano, dell'alta temperatura che causava facilmente battito in testa;
- candele più fredde per dissipare il maggior calore;
- modifica del rapporto stechiometrico aria/carburante da 14,7:1 con la benzina a 1:1;
- sostituzione del carburatore con un apposito miscelatore;
- aggiunta di un aspiratore per portare il carburante al motore in fase di avviamento;
- aggiunta di filtri e condensatori per eliminare ceneri e vapore acqueo.

Nonostante questi accorgimenti al motore, il veicolo modificato aveva numerosi punti deboli:
- scarsa potenza. Si calcola che il potere energetico fornito dal gassogeno non superasse i 20 MJ/kg, ben minore della benzina che è di circa 44 MJ/kg;
- scarsa autonomia con frequenti soste per la ricarica della legna;
- sbilanciamento delle masse a causa del posizionamento esterno ed estremo della caldaia;
- pericolosità termica (bruciatore) e chimica (l'inalazione di monossido di carbonio è velenosa);
- abbondanti residui della combustione della legna con relativi oneri di pulizia del bruciatore e smaltimento delle ceneri.

Dati relativi al gassogeno a legna modello Roma montato dalla ditta Alfa Romeo nei primi anni cinquanta:
- costo: 12 000-15 000 ₤;
- rendimento: 1 CV·h[3] con 0,80 kg di legna secca;
- consumi: 1 litro di benzina equivale a 2,5 kg di legna.

Nell'ottica dell'autarchia dei carburanti in Italia fu emanata nel 1938 una legge che imponeva l'impianto a gassogeno su tutti gli autoservizi pubblici, comunali e non. Il Regime cercò di sviluppare tali applicazioni anche nel campo della motonautica, per favorire lo sviluppo della pesca. A tal proposito venne organizzato nel 1942 un esperimento che aveva lo scopo di accertare la validità nell'applicazione del gassogeno a lignite sui pescherecci italiani. Il test ebbe luogo a Porto Santo Stefano sul Monte Argentario con la supervisione di Pericle Ferretti, scienziato di fama internazionale, nonché direttore dell'Istituto nazionale del motore e si concluse con esito positivo. I motopescherecci italiani avrebbero potuto così utilizzare il nuovo combustibile con una spesa di poche decine di migliaia di lire.
Anche nella Spagna franchista, causa l'embargo petrolifero al regime ad opera degli Stati Uniti fino ai primi anni cinquanta, vennero adottati impianti a gassogeno, non però tramite caldaie fisse come in Italia, ma con carrelli appendice agganciati alle auto su cui era montato un bruciatore collegato al propulsore tramite flessibili: l'insolito assetto unito alla massa gravitazionale del rimorchio ed al precario stato di alcune strade con curve a stretto raggio provocavano spesso il ribaltamento dell'insolito apparato.

## Uso nei motori a combustione esterna
Un particolare uso del gassogeno si ha nelle locomotive a vapore progettate da Livio Dante Porta, che concepì alcune applicazioni di questo dispositivo.

### Motivazioni
Le caldaie per le locomotive a vapore sfruttano, tradizionalmente, un tiraggio forzato (dovuto allo scappamento) che permette loro di erogare molta più potenza di una caldaia statica di pari dimensione.
Il carbone brucia in uno strato sottile, su una grata con ampi fori passa la maggior parte dell'aria necessaria per la combustione, se non tutta.
Questo vantaggio però si paga caro in termini di efficienza, difficoltà di condotta del fuoco e manutenzione.
- Le particelle incombuste di carbone al di sotto di una certa dimensione vengono trascinate dalla corrente d'aria e fuoriescono dal camino senza poter essere sfruttate. Si può arrivare ad una percentuale del 50% del carbone immesso nel forno.
- È difficile e laborioso mantenere uniforme lo strato sottile di carbone, soprattutto in corsa. Alcune delle componenti non combustibili del carbone possono fondere formando placche di clinker, che il fuochista deve spezzare con appositi ganci e togliere dal forno appena è possibile dato che non bruciano e quindi ostacolano un buon rendimento della caldaia.
- Le particelle di carbone trascinate dal getto d'aria agiscono come una sabbiatrice che aggredisce la piastra tubiera posteriore e, nelle locomotive a vapore surriscaldato, anche le parti posteriori dei tubi surriscaldatori. Il clinker invece può creare placche sotto cui parti della griglia possono fondere, risultando quindi inutilizzabili.

### Tecnica
L'idea di Porta è stata semplice: ridurre la quantità di aria che attraversa il carbone ardente, in questo modo anche le particelle più minute rimangono al loro posto a produrre energia termica. Per completare la combustione, dell'aria viene immessa al di sopra della fiamma, e con questa aria il monossido di carbonio si ossida completamente. Il tiraggio forzato deve essere molto forte perché l'aria immessa nella parte superiore del forno deve entrare ad alta velocità. Questo viene permesso dagli scappamenti ad alta efficienza Lempor e Kylpor (sempre escogitati da Porta). Una versione ancora migliorata prevede l'uso di getti di vapore e particolari configurazioni degli iniettori dell'aria al fine di creare turbinî nell'aria che mescolano meglio i gas, favorendone la combustione, e che separano con un effetto centrifugo le parti più minute del carbone in sospensione, dando loro il tempo di bruciare completamente.
Il carbone poi brucia in uno strato più profondo e non richiede particolari accorgimenti e cure o meccanismi di alimentazione che facciano uso di vapore.
Con questi accorgimenti, Livio Dante Porta ottenne incrementi nell'efficienza dell'uso del carbone che passano dal 50% al 78/80%.
Fin qui si è parlato di carbone che è il combustibile principale nella trazione ferroviaria. In realtà il sistema di combustione a gassogeno è stato adattato in tempi più recenti anche ad altri combustibili solidi, non ultimi gli scarti della lavorazione della canna da zucchero (baggasse) e biomasse in generale.